# Ordem de Bayi
A Ordem de Bayi ou Ordem Bayi (chinês simplificado: 八一勋章, pinyin: Bā Yī Xūn Zhāng) foi um prêmio militar chinês concedido aos heróis da Libertação da China durante a Primeira Guerra Civil Chinesa. Existem três graus dessa premiação: Medalha de Primeira Classe, Medalha de Segunda Classe e Medalha de Terceira Classe. 

## Padrão

### Barreta

1ª Classe
2ª Classe
3ª Classe

## Condecorados notáveis
- Marechais: Zhu De, Peng Dehuai, Lin Biao, Liu Bocheng, He Long, Chen Yi, Luo Ronghuan, Xu Xiangqian, Nie Rongzhen, Ye Jianying.
- Generais Sêniores: Su Yu, Xu Haidong, Huang Kecheng, Chen Geng, Tan Zheng, Xiao Jinguang, Zhang Yunyi, Luo Ruiqing Wang Shusheng, Xu Guangda.
- Generais: Song Renqiong, Wang Zhen, Xu Shiyou, etc.
- Tenentes-Generais: Kong Qingde, Wang Jinshan, Wang Shangrong, etc.
- Majores-Generais: Han Dongshan, Jin Rubai, Sun Chaoqun, etc.
- Coroneis Sêniores : Zhou Shiyuan, Luo Houfu e Xing Shixiu.
- Soldados: Feng Baiju, Zhongyun Feng, Li Yanlu e Zhou Baozhong.